# あいまい一致 (翻訳)
翻訳におけるあいまい一致とは、翻訳支援ツールで用いられる技術で、記録照合（レコードリンケージ）の特殊なケースである。文節間の対応を見つけたり、既存訳文のデータベースから翻訳単位を探したりする時に、一致率が100%より低い一致を扱う。通常は文単位の文節に対して動作するが、翻訳技術によっては語句単位で動作させることも可能。翻訳者が翻訳メモリを使って翻訳を行う際に用いられる。 

## 背景
翻訳対象の文に対して、翻訳メモリのデータベース内に完全一致が見つからない場合、完全一致よりも一致度合いが低いものを探すという選択肢がある。この場合、翻訳者はあいまい一致の閾値として100%より低い割合の値を設定すると、翻訳メモリのデータベースは、指定した閾値に対応する一致を返す。あいまい一致の主な役割は、翻訳処理を高速化して翻訳者を支援することであり、人間による翻訳に置き換わることを目的とはしていない。

## 歴史
言語、特に英語（英語は、翻訳業界における翻訳対象の原典全体の90%を占めるといわれている）はひとつの単語でも語形変化があり文脈や分野で意味が異なるため、翻訳処理をより容易に、より速くするための方法が常に追い求められている。欧米では1980年代後半以降、翻訳者の生産性向上と翻訳処理全体の高速化のために様々な翻訳メモリツールが開発されている。
1990年代になると、翻訳メモリツールの目玉機能としてあいまい一致が評判になり始めた。あいまい一致による「提案」を修正するための余分な作業に関する問題はあるものの、あいまい一致は今なお翻訳メモリの人気のある機能であり、現在は有名な翻訳メモリツールのほとんどにおいてツールの特徴となっている。

## 方法論
翻訳メモリツールはデータベースを検索し、新規翻訳する原文文節との近似照合を探す。実際には、翻訳メモリは探した文節を翻訳者に「提示する」だけで、提示された文節を採用するか、翻訳中の原文により完全に一致するよう提示された文節を修正するかは、翻訳者次第である。こうして、あいまい一致により翻訳処理を速め生産性が向上できる。 
しかし、この方法論に対して、翻訳結果の品質に疑問の声が上がってくる。翻訳者が、納期に間に合わせる必要に迫られているために、あいまい一致が提示した文を適合性や文脈を確認せずに採用してしまう場合があるが、翻訳メモリのデータベースは、非常に多数の翻訳者による様々に異なる文章の翻訳結果を入力することで構築された「言葉のタペストリー」といえるものであり、提示した文の文体がつぎはぎでごちゃ混ぜであったり、提示した文が周りの文と整合性がまったく取れなかったりする危険性を伴っている。このため、翻訳メモリを「文のサラダ」だと皮肉る批評家が絶えない。このように、より速い翻訳処理と訳文品質を両立させようとする際に、翻訳メモリが提示する文節を信用するかどうかが問題になる場合がある。しかし、それでもあいまい一致は翻訳支援ツールの重要な一部分であることに変わりはない。